# Clopen verzameling
In de topologie, een onderdeel van de wiskunde, heet een verzameling in een topologische ruimte clopen wanneer die verzameling zowel open als gesloten is. Het woord clopen komt uit het Engels, waar het een samenstelling is van closed (gesloten) en open. Een Nederlandse variant van deze term is geslopen.

## Voorbeelden
In iedere topologische ruimte {\displaystyle X} zijn de lege verzameling en de gehele ruimte {\displaystyle X} beide clopen.
Beschouw nu de ruimte {\displaystyle X} die bestaat uit de vereniging van twee open intervallen van {\displaystyle \mathbb {R} }, bijvoorbeeld (0,1) en (2,3). De topologie op {\displaystyle X} wordt als deelruimtetopologie geërfd van de gewone topologie op de reële getallen {\displaystyle \mathbb {R} }. In {\displaystyle X} is de verzameling (0,1), net zoals de verzameling (2,3), clopen. Dit is een typisch voorbeeld: steeds wanneer een ruimte op deze manier is opgebouwd uit een eindig aantal disjuncte samenhangende componenten, zullen deze componenten clopen zijn.
Een minder triviaal voorbeeld is de ruimte {\displaystyle \mathbb {Q} } van alle rationele getallen met hun gewone topologie, en de verzameling {\displaystyle A} van alle positieve rationale getallen waarvan het kwadraat groter is dan 2. Gebruikmakend van het feit dat de wortel uit 2 niet in {\displaystyle \mathbb {Q} } ligt, kan men vrij gemakkelijk aantonen dat {\displaystyle A} als deelverzameling van {\displaystyle \mathbb {Q} } clopen is. (Merk op dat {\displaystyle A} geen clopen deelverzameling van de reële getallenlijn {\displaystyle \mathbb {R} } is: {\displaystyle A} is noch open noch gesloten in {\displaystyle \mathbb {R} }.)

## Enkele eigenschappen
- Een topologische ruimte {\displaystyle X} is samenhangend dan en slechts dan als de enige clopen verzamelingen de lege verzameling en {\displaystyle X} zelf zijn.
- Een verzameling is clopen dan en slechts dan als de rand leeg is.
- Iedere clopen verzameling is een vereniging van (mogelijk oneindig veel) samenhangende componenten.
- Als alle samenhangende componenten van {\displaystyle X} open zijn (bijvoorbeeld als {\displaystyle X} slechts een eindige hoeveelheid componenten heeft, of als {\displaystyle X} lokaal samenhangend is), dan is een verzameling clopen in {\displaystyle X} dan en slechts dan als het een vereniging van samenhangende componenten is.
- Een topologische ruimte {\displaystyle X} is discreet dan en slechts dan als al haar deelverzamelingen clopen zijn.